# Inform-Educate-Entertain
Inform - Educate - Entertain è il primo album del gruppo musicale britannico Public Service Broadcasting. L'album comprende brani tratti dagli archivi del British Film Institute (BFI) e degli Archivi nazionali sulla prima spedizione al Monte Everest, sull'invenzione della televisione a colori, sulla sicurezza stradale, sulla moda, sulla creazione del Supermarine Spitfire e sulla trasmissione radio del 1937 di Thomas Woodrooffe alla Spithead Review. L'album ha raggiunto la posizione No. 21 sull'UK Albums Chart.

## Tracce
1. Inform - Educate - Entertain – 4:12
2. Spitfire – 3:58
3. Theme From PSB – 3:59
4. Signal 30 – 3:20
5. Night Mail – 3:50
6. Qomolangma – 1:51
7. ROYGBIV – 3:57
8. The Now Generation – 3:42
9. Lit Up – 4:54
10. Everest – 3:47
11. Late Night Final – 5:52